# Magdala (Israele)
Magdala (in aramaico מגדלא Magdala, in ebraico מגדל Migdal, che significa torre) è una piccola cittadina israeliana sulla sponda occidentale del lago di Tiberiade, detto anche di Genezaret.

## Citazioni religiose
Magdala è citata nel Talmud come città dell'antico Israele. Deve la sua notorietà principalmente per essere indicata come la città di origine di Maria Maddalena, o Maria di Magdala.